# Kiesberge
Kiesberge (Żwirowe Wzgórza) – wzgórze w południowo-centralnej części Frankfurtu nad Odrą, tuż przy przecięciu się dróg krajowych B87 (po jej północnej stronie) oraz B112 (po jej wschodniej stronie). W pobliżu  mieści się siedziba sądu pracy i spraw socjalnych (Arbeits- und Sozialgericht).
Wysokość wzgórza wynosi 87,8 m.